# Przedsiębiorstwo Handlu Zagranicznego Spółdzielni Mleczarskich „Lacpol”

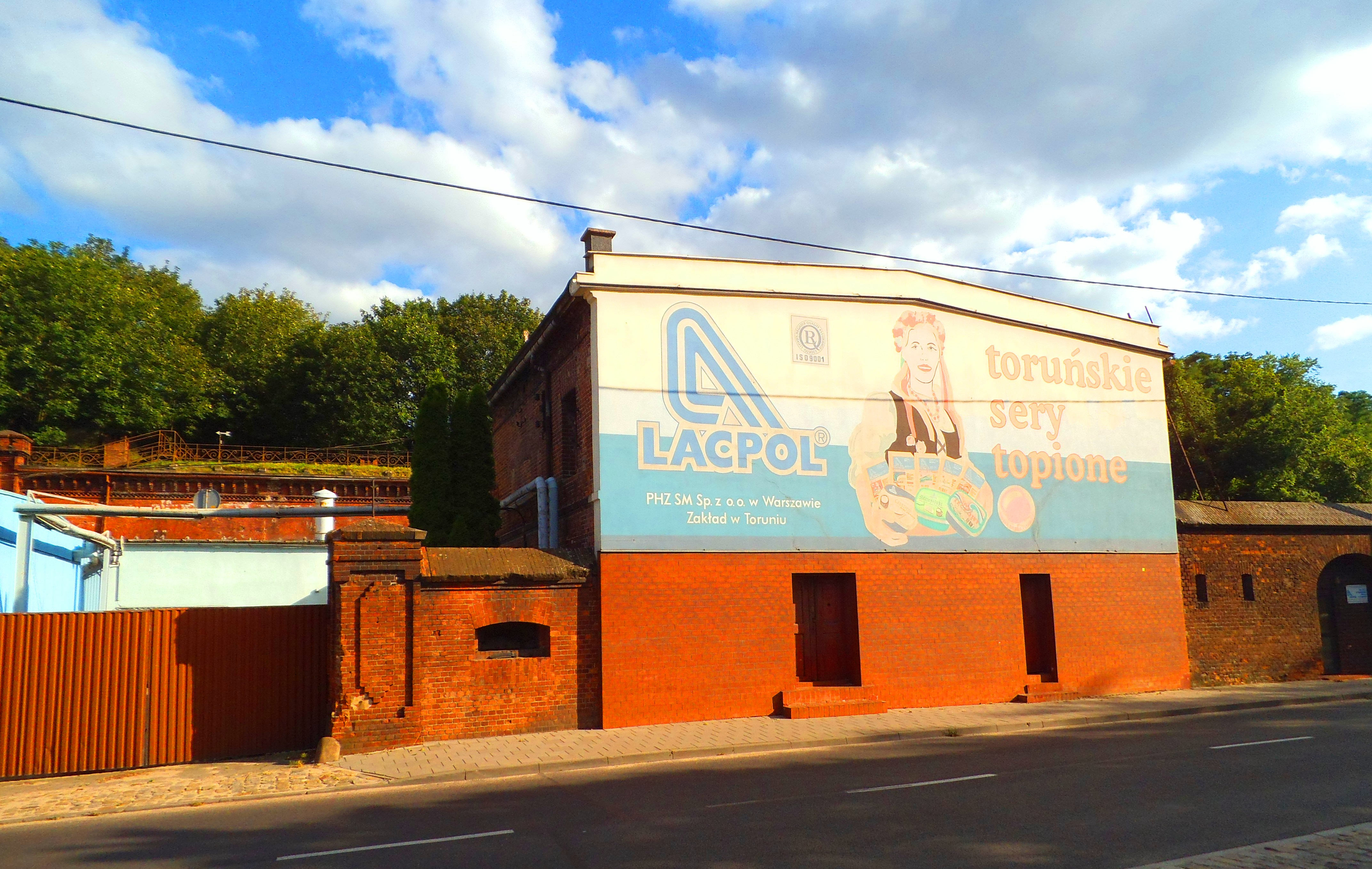
Lacpol Toruń

Przedsiębiorstwo Handlu Zagranicznego Spółdzielni Mleczarskich „Lacpol” Sp. z o.o. – polskie przedsiębiorstwo z siedzibą w Warszawie, działające głównie w zakresie produkcji i sprzedaży wyrobów mleczarskich.  Od roku 2021 zakład należy do grupy Polmlek.
Jest podmiotem dominującym grupy kapitałowej Lacpol, w skład której wchodzą również następujące przedsiębiorstwa:
- Proszkownia Mleka sp. z o.o. z siedzibą w Piotrkowie Kujawskim,
- Zakład Przetwórstwa Mleka „Mlecz” sp. z o.o. z siedzibą w Wolsztynie,
- Zakład Mleczarski sp. z o.o. w Łaszczowie w likwidacji z siedzibą w Łaszczowie,
- Zakład Mleczarski sp. z o.o. w Płońsku z siedzibą w Skarżynie,
- Mlektar S.A. z siedzibą w Tarnowie,
- Wielkopolska Spółdzielcza Składnica Mleczarska z siedzibą w Poznaniu,
- Zakład Mleczarski sp. z o.o. w Zalesiu z siedzibą w Zalesiu,
- Zakład w Toruniu - został w 2022 roku zamknięty[3].

Podmioty należące do Grupy Lacpol działają głównie w zakresie produkcji oraz sprzedaży produktów mleczarskich, takich jak: sery dojrzewające, śmietana, jogurty, maślanka, twarogi, masło, proszki mleczne oraz napoje mleczne.